# 30925 Todahiroyuki
30925 Todahiroyuki è un asteroide della fascia principale. Scoperto nel 1993, presenta un'orbita caratterizzata da un semiasse maggiore pari a 2,604568 UA e da un'eccentricità di 0,123254, inclinata di 15,335107° rispetto all'eclittica. Ha un diametro di 5,814 km e un'albedo di 0,397.